# Tragkraft
Die Tragkraft eines beweglichen Körpers ist eine Hubkraft der Konstruktion, welche ein zulässiges Gesamtgewicht, welches sich aus Eigengewicht bzw. Leergewicht zuzüglich der Zuladung unter Einrechnung einer vertikalen oder horizontalen Lageveränderung zusammensetzt, ausgleichen kann, ohne dass es zu einem technischen Versagen kommt. 
Sie grenzt sich von der physikalischen Statik ab, welche sich auf unbewegliche Körper bezieht und lediglich deren Standfestigkeit attestiert, um ein Versagen einer Baukonstruktion im Idealfall auszuschließen, jedoch das Risiko zum Kollaps deutlich zu vermindern.
Als Einheit wird das Newton als Einheit der Kraft, oft aber auch das Kilogramm als Einheit der Masse verwendet.

## Beispiele, in denen eine Tragkraft von Bedeutung ist
- Personenaufzug und Lastenaufzug (Beispielsweise gilt für Personenaufzüge nach DIN 15306, dass der zulässigen Zahl von fünf Personen eine Tragkraft von 400 kg entspricht.)
- Bewegliche Brücke, Seilbrücke
- Boot, Ponton und Schiff
- Kran und Bagger